# 中国生物物理学会
中国生物物理学会是中华人民共和国生物物理科技工作者组成的群众性学术团体，是中国科学技术协会主管的社会团体，1980年5月在北京市成立。

## 历史
中国生物物理学会的前身为中国生理科学会生物物理专业委员会。1979年11月，经中国科学技术协会批准成为全国性学会，创始人为著名的生物学家贝时璋院士。1980年5月4日至9日，在北京召开成立大会暨第三次全国生物物理学学术会议。大会推选贝时璋任第一届理事长，林克椿、徐京华、程极济任副理事长，沈淑敏任秘书长。1984年7月，正式加入国际纯粹与应用生物物理学联合会。
2009年，中国生物物理学会首次设立并颁发贝时璋奖和贝时璋青年生物物理学家奖，每两年颁发一次。

## 历任领导

### 第一届
- 任期：1980年－1983年
- 理事长：贝时璋
- 副理事长：林克椿、徐京华、程极济
- 秘书长：沈淑敏

### 第二届
- 任期：1983年－1986年
- 理事长：梁栋材
- 副理事长：林克椿、徐京华、程极济

### 第三届
- 任期：1986年－1990年
- 理事长：王书荣
- 副理事长：林克椿、王大成、程极济

### 第四届
- 任期：1990年－1994年
- 理事长：梁栋材
- 副理事长：赵南明、刘文龙

### 第五届
- 任期：1994年－1998年
- 理事长：梁栋材
- 副理事长：赵南明、陈润生、张志鸿

### 第六届
- 任期：1998年－2002年
- 理事长：赵南明
- 副理事长：沈恂、张志鸿

### 第七届
- 任期：2002年－2006年
- 理事长：赵南明
- 副理事长：阮康成、沈恂、王志新

### 第八届
- 任期：2006年－2009年
- 理事长：饶子和
- 副理事长：徐涛、沈钧贤、阮康成、周专

### 第九届
- 任期：2009年－2013年
- 理事长：饶子和
- 副理事长：贺福初、程京、张先恩、徐涛、丁建平、沈钧贤、周专、阎锡蕴

### 第十届
- 任期：2013年－2017年
- 名誉理事长：梁栋材
- 理事长：饶子和
- 副理事长：程和平、丁建平、高福、哈木拉提·吾甫尔、雷鸣、隋森芳、徐涛、许瑞明、阎锡蕴、张明杰
- 学会总干事：刘平生

### 第十一届
- 任期：2017年－
- 名誉理事长：梁栋材、饶子和
- 理事长：徐涛
- 副理事长：程和平、李蓬、许瑞明、雷鸣、刘志杰、张明杰
- 秘书长：张宏
- 学会总干事：刘平生